# Blekinge försvarsområde
Blekinge försvarsområde (Fo 15) var ett svenskt försvarsområde inom svenska marinen som verkade i olika former åren 1942–1946. Försvarsområdesstaben var förlagd i Karlskrona garnison i Karlskrona.

## Historia
Den 1 oktober 1942 bildades tre kustartilleriförsvarsstaber med tillhörande geografiska kustområde, vilket motsvarade ett marindistrikt. Kustartilleriförsvarsstaberna var organisatoriskt underställda ett marindistrikt, men hade princip samma särställning som arméns försvarsområdesstaber. Inom Sydkustens marindistrikt bildades Blekinge kustartilleriförsvar (BK) och Blekinge försvarsområde (Fo 15). Chefen för Blekinge kustartilleriförsvar var från den 1 oktober 1942 även chef för Blekinge försvarsområde (Fo 15). Med Blekinge kustartilleriförsvar sammankopplades ansvaret för det marina Blekinge försvarsområde som bestod av Karlskrona och Ronneby städer samt Kristianopels, Lyckeby, Tvings, Nättraby och Ronneby landsfiskalsdistrikt av Blekinge län. Den 1 januari 1947 integrerades de båda organisationerna helt under namnet Blekinge kustartilleriförsvar med Karlskrona försvarsområde.

## Förläggningar och övningsplatser
När Blekinge försvarsområde bildades var staben med förbandsledning inledningsvis lokaliserade till Drottninggatan 14-18. Från 1943 kom staben samlokaliseras med staben för Blekinge kustartilleriförsvar i den gamla ingenjörkasernen på Blåportsgatan 9 (nuvarande adress Ekorrvägen 2). Ingenjörkasernen, numer känd som "Blåport", hade uppförts 1908 som kasern till Göta ingenjörkårs detachement i Karlskrona. Efter att kompaniet upplöstes den 30 september 1939, användes kasernen åren 1940–1943 av inkallade beredskapsförband. Efter att Blekinge kustartilleriförsvar upplöstes, som myndighet och förband, kvarstod byggnaden inom marinen fram till 1997, då den såldes till ett privat fastighetsbolag. Kasernen är en direkt kopia av den kasern som uppfördes i Vaxholms garnison till Svea ingenjörkårs fästningsingenjörkompani, som från 1944 användes av Stockholms kustartilleriförsvar.

## Förbandschefer
- 1942–1943: Konteramiral Gösta Ehrensvärd
- 1943–1947: Överste Gösta Möller

## Namn, beteckning och förläggningsort
| Blekinge försvarsområde | 1942-10-01 | – | 1946-12-31 |

| Fo 15 | 1942-10-01 | – | 1946-12-31 |

| Karlskrona garnison (F) | 1942-10-01 | – | 1946-12-31 |